# 68021 Taiki
68021 Taiki este un asteroid din centura principală de asteroizi.

## Descriere
68021 Taiki este un asteroid din centura principală de asteroizi. A fost descoperit pe 29 decembrie 2000 la Bisei Spaceguard Center în cadrul programului BATTeRS. Asteroidul prezintă o orbită caracterizată de o semiaxă mare de 2,34 ua, o excentricitate de 0,21 și o înclinație de 2,9° în raport cu ecliptica.